# Medelplana kyrka
Medelplana kyrka är en kyrkobyggnad som sedan 2002 tillhör Kinnekulle församling (tidigare Medelplana församling) i Skara stift. Den ligger i Kinnekulle naturvårdsområde i Götene kommun.

## Kyrkobyggnaden
Ursprungliga stenkyrkan uppfördes på 1100-talet. Av denna ingår östra och västra gaveln, tornets nederdel samt delar av vapenhuset i nuvarande kyrkobyggnad.
Åren 1823-1824 genomfördes en omfattande ombyggnad då breda korsarmar tillfogades åt norr och söder. Korsarmarna kom att utgöra ett nytt långhus med nord-sydlig orientering. 1902 genomfördes ännu en ombyggnad då en femsidig sakristia uppfördes vid norra kortsidan. Tidigare var sakristian inhyst i tornets bottenvåning. Tornet fick en hög spetsig tornspira klädd med kopparplåt.
Vid kyrkogårdens norra sida står en medeltida stiglucka. Vid kyrkogårdens södra sida står en stiglucka från 1927.

## Inventarier
- Altartavlan är målad omkring 1660 av Johan Aureller d.ä. Motivet är Nattvardens instiftande.
- Nuvarande predikstol i renässansstil med grågrön marmorering är tillverkad 1902. Predikstolen är den fjärde i ordningen.
- Nuvarande dopfunt av sandsten är tillverkad 1948. Tillhörande dopfat av silver är från samma år.
- Nuvarande orgel är ritad 1902 av Carl Axel Härngren, Lidköping och restaurerades 1984 av Smedmans Orgelbyggeri.

### Klockor
Enligt sägnen ska biskop Bengt ha skänkt två klockor till kyrkan på 1100-talet. Kyrkans nuvarande klockor är emellertid betydligt yngre än så.
- Storklockan, som är grovt gjuten och saknar inskrift, påminner mer om 1600-talsklockor.
- Lillklockan är av en senmedeltida typ utan årtal, men har en inskrift runt halsen, som i översättning lyder: Till Kristi lov mig göt [gjorde] prästen Olaus. Amen.

## Bilder

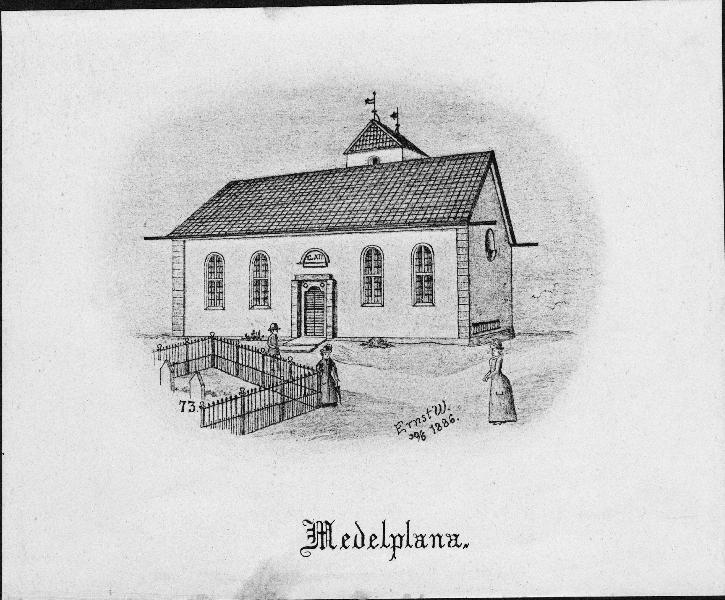
Kyrkan på teckning från 1886.
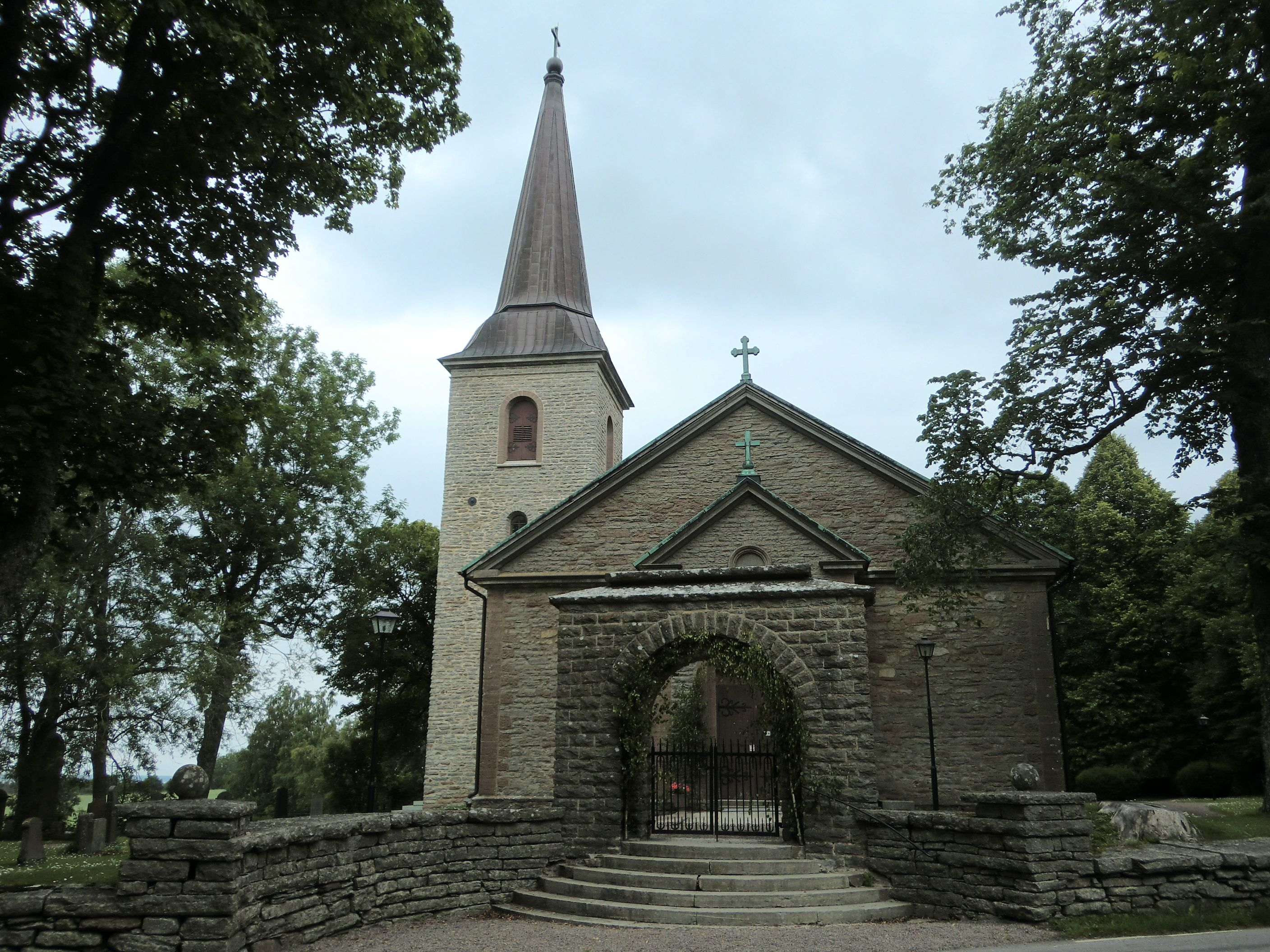
Medelplana kyrka från söder
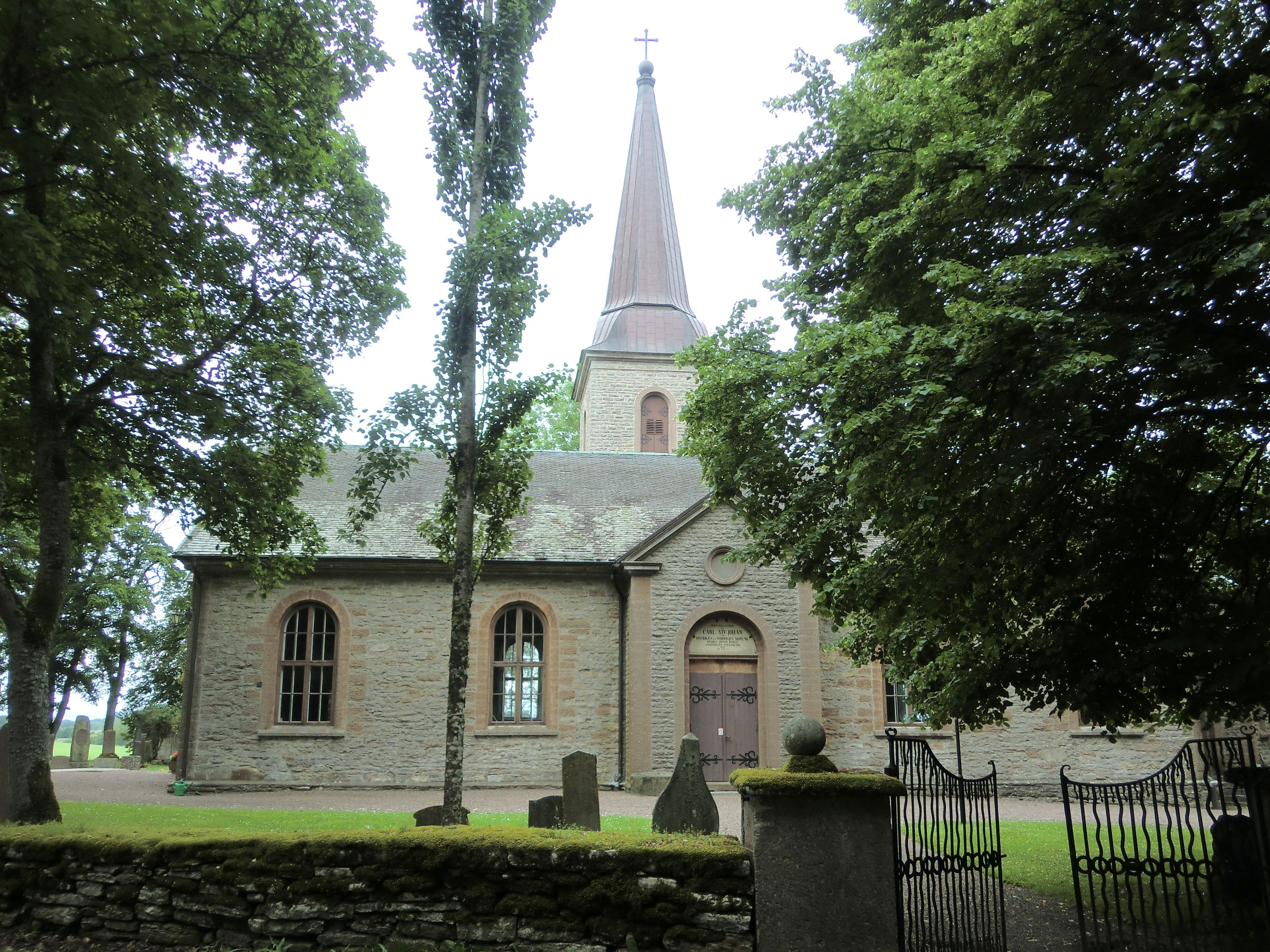
Medelplana kyrka från öster
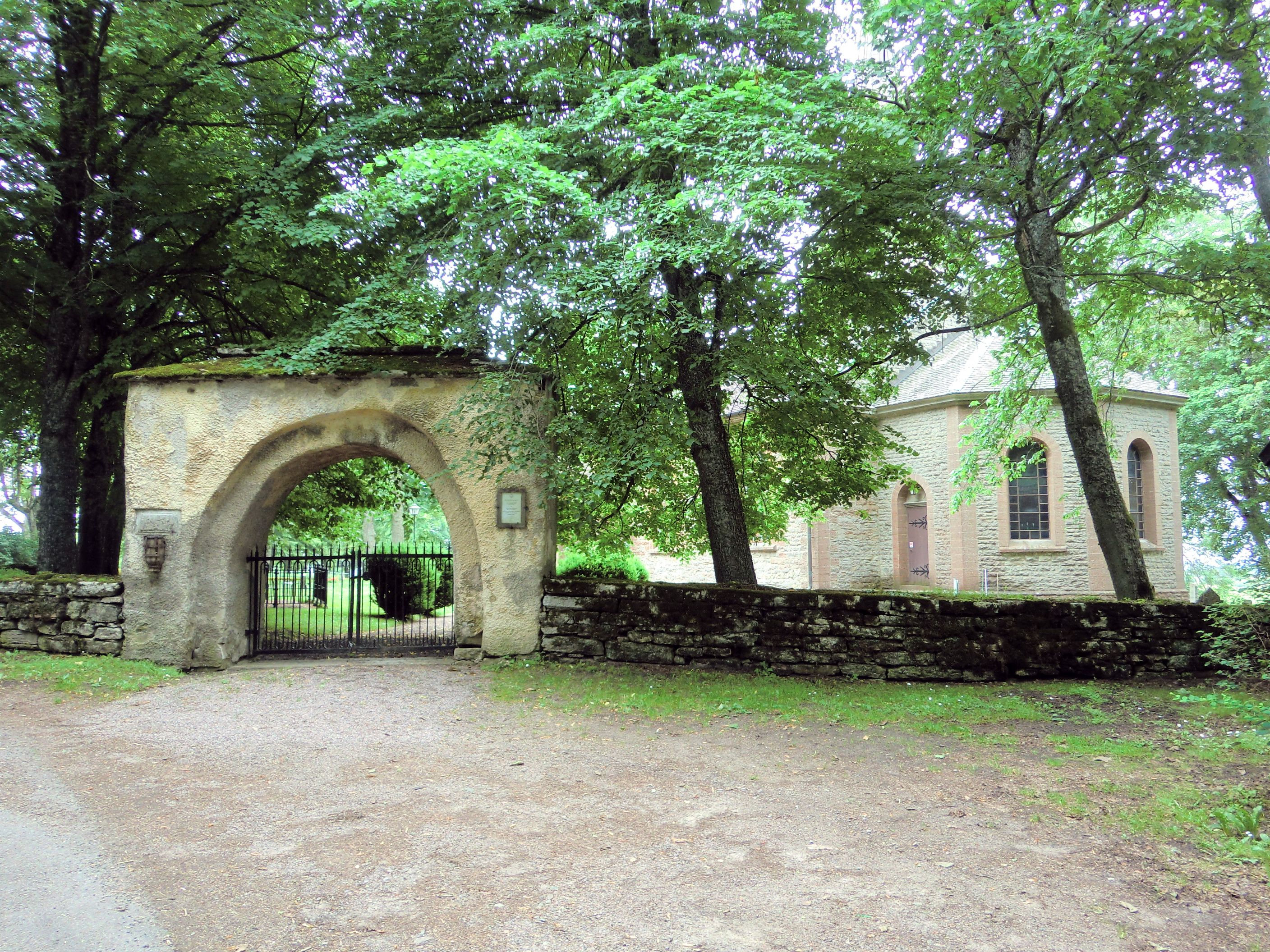
Medeltida stiglucka
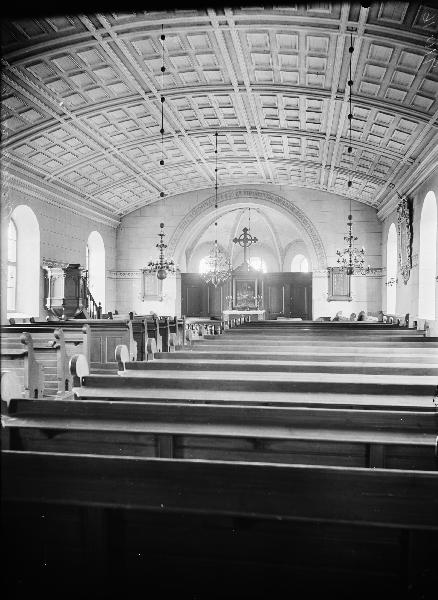
Interiör
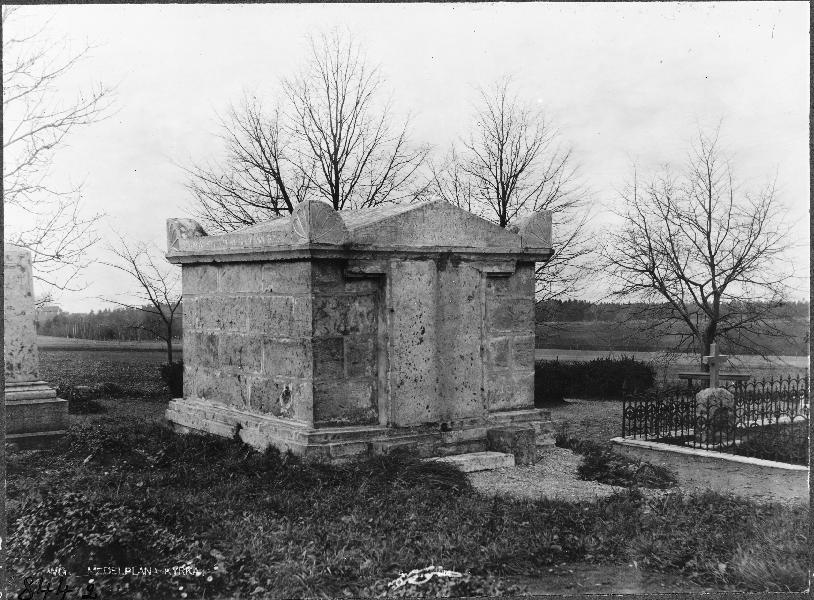
Posseska graven